# Michael Augustin (Fußballspieler, 1998)
Michael Augustin (* 29. Juli 1998) ist ein ehemaliger österreichischer Fußballspieler und späterer -trainer.

## Vereinskarriere
Augustin begann seine Vereinskarriere im Herbst 2004 beim FC Kapellerfeld. 2007 wechselte er zum FC Stadlau und 2010 zum First Vienna FC. 2013 kam er schließlich in die AKA Burgenland.
Nach zwei Jahren im Burgenland wechselte er 2015 in die Akademie des Wolfsberger AC. Im August 2015 debütierte Augustin gegen den SV Lafnitz für die Amateurmannschaft der Kärntner in der Regionalliga. Zu Saisonende musste er mit WAC II in die Kärntner Liga absteigen. Im Dezember 2016 stand er erstmals im Kader der Profis. Im selben Monat debütierte er in der Bundesliga, als er am 20. Spieltag der Saison 2016/17 gegen den FC Red Bull Salzburg in der 74. Minute für Stephan Palla eingewechselt wurde. Dies sollte sein einziger Profieinsatz für den WAC bleiben. Mit den Amateuren stieg er zu Saisonende wieder in die Regionalliga auf. In dieser kam er in der Saison 2017/18 jedoch zu keinem Einsatz.
Zur Saison 2018/19 wechselte er zum viertklassigen SV Stripfing. Für die Niederösterreicher kam er in jener Spielzeit zu 13 Einsätzen in der Landesliga, die er mit Stripfing als Meister beendete und stieg mit dem Verein in die Regionalliga auf. In zwei Jahren mit Stripfing in der Regionalliga kam er zu elf Einsätzen. Zur Saison 2021/22 schloss er sich dem Ligakonkurrenten FC Marchfeld Donauauen an. Für Marchfeld spielte er dreimal, ehe er den Verein im Jänner 2022 wieder verließ. Im Sommer 2022 wechselte er zum SK Korneuburg in die fünftklassige 2. Landesliga Ost und brachte es bis zum Saisonende ebenfalls nur zu drei Meisterschaftseinsätzen. In weiterer Folge beendet er seine Spielerkarriere, um sich vermehrt dem Trainergeschäft zu widmen.

## Nationalmannschaftskarriere
Augustin spielte im Oktober 2013 erstmals für eine österreichische Jugendnationalauswahl. Im August 2014 spielte er gegen Bulgarien erstmals für die U-17-Mannschaft. Für diese kam er bis März 2015 zu acht Einsätzen.
Im Juni 2016 spielte er dreimal für die U-18-Auswahl. Im September 2016 debütierte er gegen Irland für die U-19-Mannschaft, für die er bis März 2017 zu acht Einsätzen.

## Trainerkarriere
Anfang des Jahres 2023 übernahm Augustin eine Tätigkeit als Nachwuchstrainer beim SK Korneuburg und übernahm bald darauf als Trainer die zweite Mannschaft der Korneuburger. Außerdem fungierte er ab der Saison 2023/24 als Co-Trainer in der ersten Kampfmannschaft mit Spielbetrieb in der fünftklassigen 2. Landesliga Ost. Diese Funktion sowie jene als Trainer der zweiten Mannschaft hatte er bis zum Sommer 2024 inne. Danach wurde Augustin, der seit März 2023 im Besitz der ÖFB-D-Trainerlizenz und seit März 2024 im Besitz der UEFA-C-Lizenz ist, Nachfolger von Gerald Schalkhammer als Trainer des Fünftligisten. In der Winterpause 2024/25 erfolgte der überraschende Rücktritt Augustins, der seit Sommer 2023 auch für das Scouting des Vereins zuständig war. Die vakante Trainerstelle wurde in der Zwischenzeit vorübergehend von Roman Mählich, der zu diesem Zeitpunkt auch Sportdirektor der Korneuburger war. Nach dem Abgang von Mählich als Trainer und wenige Tage später auch als Sportdirektor übernahm erneut Gerald Schalkhammer das Traineramt und nahm Augustin als Co-Trainer ins Team. Im Mai 2025 trat Augustin nach krankheitsbedingtem Ausfall von Schalkhammer interimistisch wieder als Cheftrainer des SK Korneuburg in Erscheinung.